# Lønnberget Hoppsenter
Lønnberget Hoppsenter, också kallad Lønnbergbakken (sv. Lønnbergbacken) är an backhoppsanläggning i Raufoss, en tätort i Vestre Totens kommun i Oppland fylke i Norge som består av fem backar. De två största backarna har K-punkt K90 meter (backstorlek/Hill Size 100 meter) och K-punkt 60 meter med backstorlek (HS) 64 meter. Bredvid ligger tre mindre backar, K40, K15 och K12. Största backen används vid nationella mästerskap. En deltävling i världscupen arrangerades i Lønnbergbakken 17 mars 1990 då tävlingen flyttades från Skuibakken i Bærum på grund av snöbrist.

## Historia
Första backen i Raufoss byggdes 1902 av "Rødfos Turnforening" och restes i Nyseth, några kilometer norr om Lønnberget. Lønnbergbakken invigdes 13 februari 1921. Backen byggdes om 1927 och åter 1940 inför norska mästerskapen (som vanns av Hilmar Myhra). Backanläggningen byggdes om 1959 och från 1969 arrangerades norska juniormästerskapen i Lønnbergbakken årligen under många år. Under en större ombyggnad 1986/1987 restes också två nya backar (K60 och K40). K15 och K12 tillkom 1990. Då försågs även K60-backen med plastmattor och porslinsspår. Norska mästerskap arrangerades i Lønnbergbakken 1940, 1969, 1982, 1999 och 2009.

## Backrekord
Första officiella backrekord sattes 1921 av Ola Grimsby. Nuvarande backrekord (2012) i K90-backen tillhör Daniel André Tande som hoppade 104,5 meter 11 februari 2012. I K60-backen satte Andreas Blakstad backrekord (på plast) 13 september 2008 då han hoppade 65,5 meter.

## Viktiga tävlingar
| Datum        | Vinnare                   | Andra plats             | Tredje plats                | Tävling                                                  |
| ------------ | ------------------------- | ----------------------- | --------------------------- | -------------------------------------------------------- |
| 17 mars 1990 | Andreas Felder, Österrike | Heinz Kuttin, Österrike | Jens Weissflog, Östtyskland | Världscup (flyttad från Skuibakken på grund av snöbrist) |